# The Rural Channel
The Rural Channel est une chaîne de télévision canadienne spécialisée de catégorie B en langue anglaise appartenant à Ag-Com Productions et lancée le 29 mai 2013 « consacré aux intérêts et besoins des personnes et des familles vivant à l'extérieur des grands centres ».

## Histoire
Le 13 août 2008, Ag-Com Productions a obtenu une licence de diffusion auprès du CRTC.
La chaîne a été lancée exclusivement sur Shaw Direct le 29 mai 2013, puis sur Eastlink le 11 juin 2013.

## Émissions
- AgDay
- FEI Today
- Horsing Around New Zealand
- John Lyons America's Horseman
- Jumpstart
- Machinery of the Past
- Monty Roberts Backstage Pass
- Motorz
- Parelli Natural Horsemanship
- Prairie Farm Report
- Sun Up
- U.S. Farm Report